# Henryk Czyż (saper)
Henryk Czyż (ur. 20 lutego lub 4 marca 1885, zm. 1965) – podpułkownik saperów Wojska Polskiego.

## Życiorys
Urodził się 20 lutego lub 4 marca 1885. Po zakończeniu I wojny światowej i odzyskaniu przez Polskę niepodległości w 1918 został przyjęty do Wojska Polskiego. Uczestniczył w wojnie polsko-bolszewickiej. Zweryfikowany w stopniu kapitana saperów. W tym stopniu pełnił funkcję dowódcy VII batalionu saperów. Został awansowany do stopnia majora w korpusie inżynierii i saperów ze starszeństwem z dniem 1 czerwca 1919. Służył w 1 batalionie saperów Legionów. W 1923, jako oficer nadetatowy 1 pułku saperów, pełnił funkcję kierownika referatu w Departamencie V Inżynierii i Saperów Ministerstwa Spraw Wojskowych. W październiku 1924 został przeniesiony do batalionu maszynowego na stanowisko zastępcy dowódcy batalionu. Został awansowany do stopnia podpułkownika w korpusie inżynierii i saperów ze starszeństwem z dniem 1 czerwca 1919. W maju 1927 został przeniesiony z 1 psap do 10 pułku saperów w Przemyślu na stanowisko pełniącego obowiązki dowódcy pułku. Z tej jednostki na początku 1929 został przeniesiony na stanowisko zastępcy szefa 10 Okręgowego Szefostwa Budownictwa, po czym w marcu tego roku został zwolniony z zajmowanego stanowiska i pozostawiony bez przynależności służbowej z równoczesnym oddaniem do dyspozycji dowódcy Okręgu Korpusu Nr X. Z dniem 31 sierpnia 1929 został przeniesiony w stan spoczynku.
Po wybuchu II wojny światowej 1939, kampanii wrześniowej i agresji ZSRR na Polskę z 17 września 1939 został aresztowany przez Sowietów. Od 1940 był osadzony w obozie jenieckim NKWD w Griazowcu.

## Ordery i odznaczenia
- Krzyż Walecznych – czterokrotnie
- Medal Międzyaliancki